# Pucallpa
Pucallpa je město v Peru, ležící na březích řeky Ucayali. Je hlavním a největším městem provincie Coronel Portillo a regionu Ucayali. Město bylo založeno ve čtyřicátých letech devatenáctého století františkánskými misionáři. Zpočátku šlo o malou komunitu, která byla od zbytku světa izolována Amazonským pralesem. Od osmdesátých let se pracovalo na projektu železnice, která by město Pucallpa spojila se zbylými částmi Peru, avšak nakonec od toho bylo upuštěno. V roce 1945 sem byla dovedena silnice.